# Royal Society of Painter-Printmakers
Ne pas confondre avec la Society of Engravers, fondée en 1802, aujourd'hui disparue.

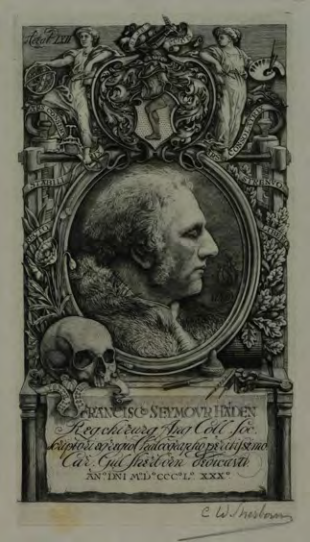
Charles William Sherborn, Portrait of Francis Seymour Haden (1880), pièce de présentation à la Royal Society of Painter-Etchers en 1881.

La Royal Society of Painter-Printmakers, connue jusqu'en 1991 sous le nom de Royal Society of Painter-Etchers and Engravers, est une institution artistique basée à Londres. La société royale des peintres-graveurs a été créée à Londres en 1880 et a obtenu la charte royale en 1888.
Les membres élus de la société sont appelés les RE (diminution de RSPE, le sigle du nom original Royal Society of Painter-Etchers), et les membres associés, les « Associated Royal Etchers » (ARE).

## Histoire
La société a été établie pour la première fois en 1880 sous le nom de Society of Painter-Etchers, pour faire la promotion de l'eau-forte comme expression artistique, en s'inspirant d'un groupe français, la Société des aquafortistes, qui existait à Paris entre 1862 et 1867 et qui avait fait des émules, notamment en Belgique. Elle est créée pour pallier la réticence de la Royal Academy of Arts à exposer des gravures, qu'elle réduisait à un simple art de reproduction,,, et qui considérait les graveurs comme indignes d'être nommés académiciens.

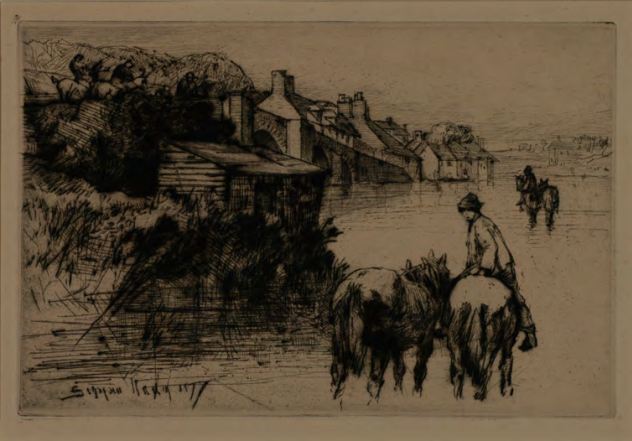
Francis Seymour Haden, Wareham Bridge, eau-forte (cuivre, 1877), toute première pièce de présentation à la Royal Society of Painter-Etchers en 1880.

Les six premiers membres, élus le 31 juillet 1880 sont Francis Seymour Haden, Heywood Hardy, Hubert von Herkomer (élu RA en tant que peintre), Alphonse Legros, Robert Walker Macbeth et James Tissot (Whistler, qui devait faire partie de ces membres fondateurs, avait un différend avec son beau-frère, Haden, et n'a pas rejoint le groupe).
La première exposition se tient en 1881 à la Hanover Gallery (47 New Bond Street, Londres) ; la société change ensuite pour la Fine Art Society puis la Windsor Gallery. La première exposition hors de Londres est organisée dans la Walker Art Gallery de Liverpool. Après être revenu un temps à New Bond Street (Dowdeswells Gallery), la Royal Society of Painter-Etchers commence à partager des expositions avec la Royal Watercolour Society à Pall Mall East. Ils déménagent ensemble à Conduit Street et s'installent définitivement à la Bankside Gallery.
La société est reconnue par les plus hautes autorités, recevant la charte royale de la reine Victoria en 1888 : elle s'appelle alors Royal Society of Painter-Etchers and Engravers (incluant donc les Engravers (graveurs utilisant d'autres techniques que l'eau-forte — Etcher signifiant aquafortiste),. Cela engendre un fort regain d'intérêt pour l'aquatinte et la manière noire au Royaume-Uni.
En mars 1885, Auguste Laguillermie fonde la Société artistique des aquafortistes français, et en 1889, Félix Bracquemond, lance la Société des peintres-graveurs français : cette dernière invite sa consœur anglaise à exposer en avril 1892 chez Durand-Ruel.
En 1890, la société noue un partenariat avec la Royal Watercolour Society (société des aquarellistes), fondée en 1804. Ce partenariat existe toujours aujourd'hui et les deux sociétés ont leur siège à la Bankside Gallery.
George W. Eve, fellow de la société réalise le nouveau diplôme d'accession en 1904.
Vers 1911, quand le roi George V octroie la charte de l'incorporation (licence pour fonder une société unique) et les statuts, la « RE » ainsi que l'on réduisait le nom de la société (Royal Etchers, RE étant une diminution de RSPE, le sigle de la société), était devenue prestigieuse et très bien établie. À partir de 1919, par solidarité, les présidents de la Royal Academy ont toujours été élus Membres honoraires (« Honorary Fellows ») de la RE.
La Royal Society of Painter-Etchers and Engravers a eu peu de présidents : Sir Francis Seymour Haden (1880–1910), Sir Francis Job Short (1910–1938), Malcolm Osborne (1938–1962), Robert Austin (1962–1970), Paul Drury (1970–1975), Harry Eccleston (1975–1989), et Joseph Winkelman (1989–1992), quand la société est renommée en Royal Society of Painter-Printmakers pour inclure tous les artistes produisant des estampes. Winkelman reste président jusqu'en 1995. Suivent David Carpanini (1995–2003), Anita Klein (2003–2006), Hilary Paynter (2006-2011), Bren Unwin (2011-2013) et Mychael Barratt (depuis 2013).

## Adhésion et membres

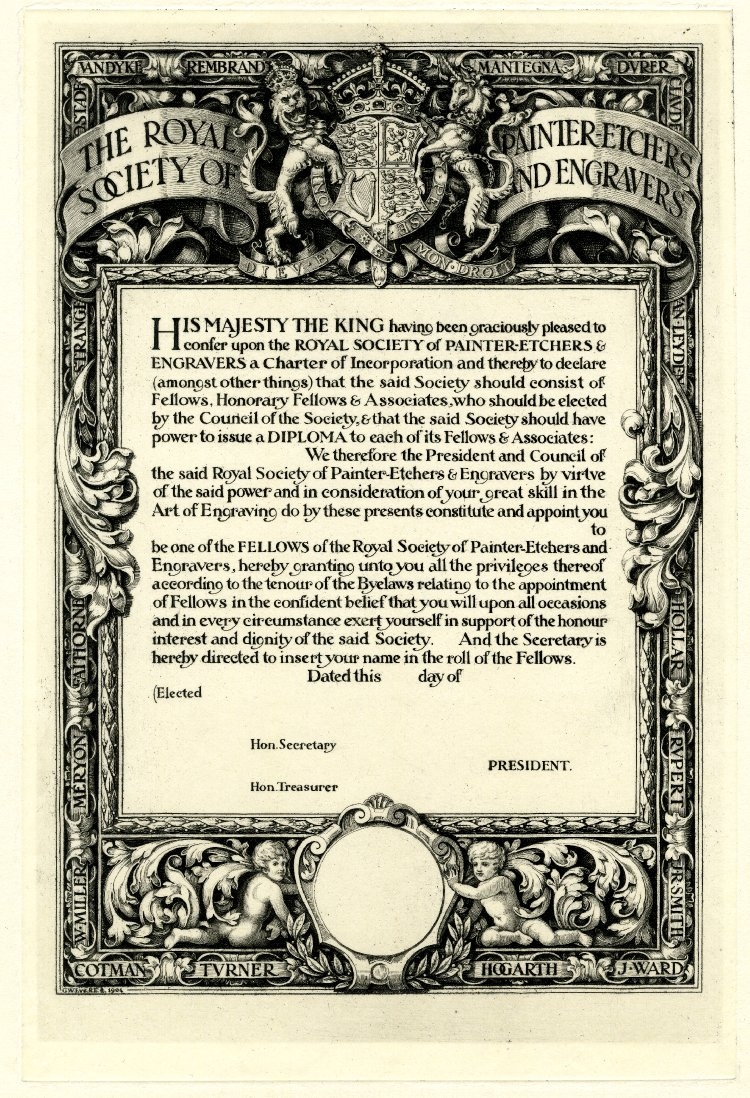
Diplôme octroyé aux nouveaux membres par la Royal Society of Painter-Etchers and Engravers, réalisé par le membre de la société, George W. Eve en 1904.

En 1889, l'adhésion est ouverte aux artistes qui réalisent des estampes depuis des supports différents du métal, ce qui permet l'élection de graveurs sur bois, tels que Gwen Raverat. L'adhésion est par ailleurs ouverte aux graveurs étrangers.
En 1920, le Print Collectors' Club est fondé et affilié à la RE ; il est limité à 300 membres ; tous présentent une estampe de présentation. Ces pièces sont conservées à l'Ashmolean Museum d'Oxford.
Les membres complets portent le titre « RE » (de « Royal Etchers », en référence au premier nom de la société) qu'ils peuvent placer avant leur nom. Les Associés sont une classe de membres créée en 1887 qui peuvent utiliser « ARE ».
Parmi les plus notables membres, on peut mentionner (avec la date d'élection comme membre complet entre parenthèses) : William Strang (1881), Joseph Pennell (1882), Auguste Rodin (1882), Charles William Sherborn (1884), Herbert Dicksee (1885), Walter Sickert (1887), Sir David Young Cameron (1895), Sir Frank Brangwyn (1903), Anna Airy (1908), Eugène Béjot (1908), Ernest Stephen Lumsden (1915), William Walcot (1920), Edmund Blampied (1921), Gerald Brockhurst (1921), Robert Austin (1927), Laura Knight (1932), Sir William Russell Flint (1933), Charles Tunnicliffe (1934), Joan Hassall (1948) et Gwenda Morgan (1962).
D'autres ont été élus comme associés, mais n'ont pas obtenu l'adhésion complète, comme Eli Marsden Wilson (1907) et Salomon van Abbé (1923).

## Publications et expositions
Un périodique annuel est édité de 1979, sous le titre The Journal of the Royal Society of Painter-Etchers and Engravers, à 1987, sous le titre Printmakers journal of the Royal Society of Painters-Etchers and Engravers, soit un total de 9 numéros.
Par ailleurs, un catalogue d'exposition, intitulé Annual exhibition / The Royal Society of Painter-Etchers and Engravers est édité tous les ans, d'après l'exposition annuelle organisée par la société, depuis 1900.
La Royal Society of Painter-Printmakers publie aussi des monographies, comme Printmakers: The Directory, qui présente les membres de la société ainsi que plusieurs estampes de ceux-ci (2006).

## Siège actuel et sceau
Le siège actuel de la société est à la Bankside Gallery, 48 Hopton Street, à Londres.
Le sceau de la société demeure celui créé originellement. Il inclut l'acronyme RSPE (pour Royal Society of Painter-Etchers), mais quand la société est renommée sous son nom actuel en 1992, il est question de remplacer le « E » final par un « P » : les membres y renoncent, de peur que l'esprit originel de la société ne se perde.
La première devise était l'équivalent en latin de « Ne jamais se rabaisser à être un copiste » ; mais Seymour Haden s'est vu obligé de la changer après avoir accepté parmi les membres des graveurs non-aquafortistes ; la devise est donc devenue « Nulla Dies Sine Linea » (soit « Pas un jour sans une ligne »).